# Eup
Eup és un municipi francès al departament de l'Alta Garona (regió d'Occitània).